# Morgan Taylor
Frederick Morgan Taylor (Sioux City, 17 aprile 1903 – Rochester, 16 febbraio 1975) è stato un ostacolista statunitense, campione olimpico dei 400 metri ostacoli ai Giochi di Parigi 1924.

## Palmarès
| Anno | Manifestazione  | Sede        | Evento   | Risultato | Prestazione | Note                          |
| ---- | --------------- | ----------- | -------- | --------- | ----------- | ----------------------------- |
| 1924 | Giochi olimpici | Parigi      | 400 m hs | Oro       | 52"6        |                               |
| 1928 | Giochi olimpici | Amsterdam   | 400 m hs | Bronzo    | 53"6        |                               |
| 1932 | Giochi olimpici | Los Angeles | 400 m hs | Bronzo    | 52"0        | Miglior prestazione personale |